# Alan José Bernardon
Alan José Bernardon, genannt Alan, (* 22. Juni 1994 in Medianeira) ist ein brasilianischer Fußballspieler.

## Karriere
Seine Profikarriere beim Cruzeiro EC startete Alisson 2014 als Reservetorwart. In der Staatsmeisterschaft von Minas Gerais kam er am 16. März 2014 zu seinem ersten Einsatz gegen den Tombense FC und konnte mit dem Klub die Staatsmeisterschaft gewinnen. Beim Gewinn der Meisterschaft 2014 durch Cruzeiro, war Alan in keinem Spiel nominiert. Sein Debüt in der Série B gab er für Londrina EC am 20. August 2016 gegen Clube de Regatas Brasil. An den Klub wurde bis Juli 2018 wiederholt ausgeliehen und wechselte dann fest zu diesem. Nach den Spielen in der Staatsmeisterschaft von Paraná, wurde Alan an den Vila Nova FC ausgeliehen, welcher in bis zum Saisonende im November für seine Spiele in der Série B verpflichtete.
Zur Saison 2021 endete Alans Vertrag mit Londrina. Er wechselte zum EC Água Santa. Dieser trat in der Staatsmeisterschaft von São Paulo und dem Staatspokal von São Paulo an. Er kam in beiden Wettbewerben aber zu keinen Einsätzen. Ende November des Jahres gab der EC XV de Novembro (Piracicaba) bekannt, Alan für die Saison 2023 verpflichtet zu haben. Nach Austragung der Spiele um die Staatsmeisterschaft wurde Alan von dem Klub an den Paysandu SC ausgeliehen. Mit dem Klub trat er in der Série C an, kam aber nur zu einem Einsatz. Am Saisonende stand der Klub auf dem vierten Platz und konnte in die Série B 2024 aufsteigen.
Für die Saison 2024 wurde der Spieler vom Botafogo FC (PB) verpflichtet. Nach Beendigung der Spiele um die Staatsmeisterschaft verließ Alan den Klub und schloss sich dem FC Cascavel für die Austragung der Série D an. Nach einem Angebot des PSS Sleman aus Indonesien, verließ er Cascavel Anfang Juli vorzeitig.

## Erfolge
Cruzeiro
- Staatsmeisterschaft von Minas Gerais: 2014

Londrina
- Primeira Liga do Brasil: 2017
- Staatsmeisterschaft von Paraná: 2021